# Raroh jižní
Raroh jižní (Falco biarmicus) je velký dravý pták žijící v Africe, jihovýchodní Evropě a Asii.

## Popis
Raroh jižní dorůstá 43–50 cm a v rozpětí křídel měří 95–105 cm. Svrchu je obvykle břidlicově šedý nebo šedohnědý, afričtí ptáci mají hřbet modrošedý. Spodina je světlá s hnědým skvrněním, které je u mladých ptáků výraznější. Na zátylku má výrazné rudé opeření, díky kterému jde dobře odlišit od podobného raroha velkého. Obě pohlaví se zbarvením neliší, mladí ptáci jsou štíhlejší a svrchu i hněději zbarvení bez rudého opeření na hlavě.
Raroh jižní obývá otevřené krajiny a savany. Svou kořist, kterou tvoří zejména menší ptáci, např. kavky nebo holubi, loví přímým pronásledováním. Hnízdí na útesových římsách, občas i na stromech. Klade 3–4 vejce.

## Galerie

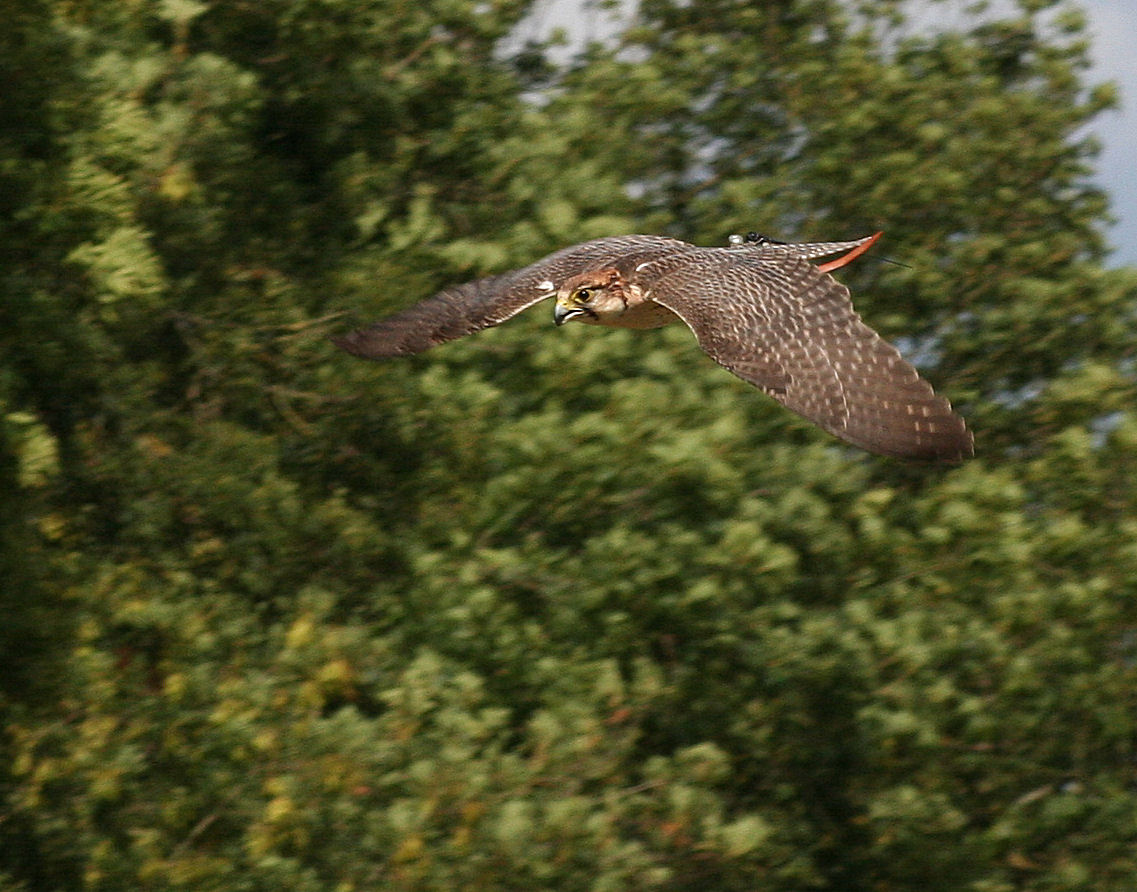
Letící raroh
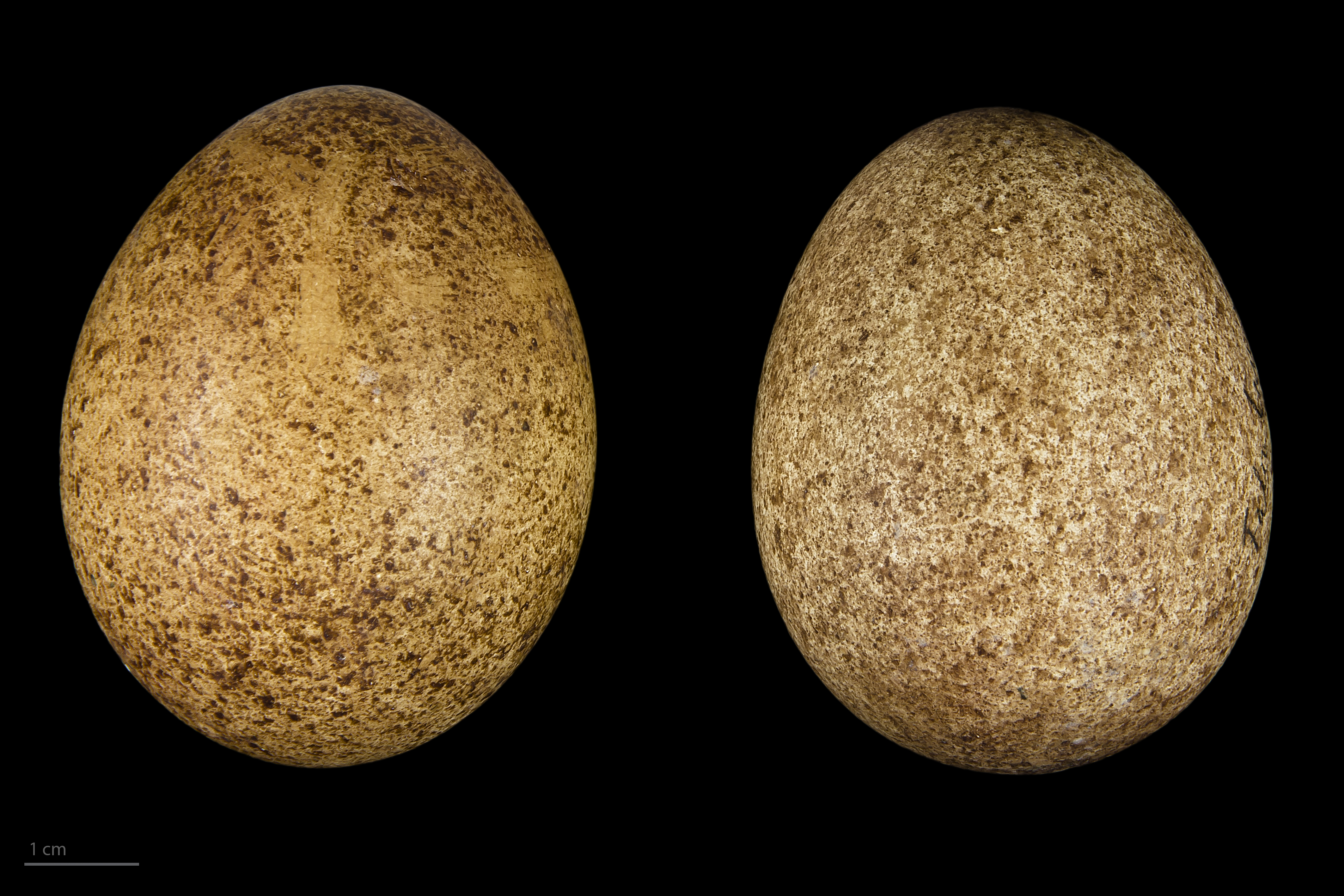
Falco biarmicus feldeggii